# Páramo de Ettin
En la novela de fantasía Las Crónicas de Narnia, el Páramo de Ettin (en inglés: Ettinsmoor) es una tierra grande y solitaria al norte del río Shribble. Es poblado principalmente por gigantes. Grandes barrancos entrecruzan su superficie, llegando algunos a medir cincuenta pies (15,24 metros) de profundidad.

## Historia
En La Silla de Plata, Eustace Scrubb, Jill Pole y Charcosombrío, cruzan esta extensión de la tierra y finalmente llegan a Harfang. Los gigantes que viven en el Páramo de Ettin no parecen tener ningún tipo de organización o jerarquía entre ellos; Pero los que viven en Harfang veneran a un rey gigante. Este páramo generalmente es considerado un lugar peligroso y salvaje. Hay también varias ruinas dispersadas de antiguos tiempos, así como puentes viejos y resbaladizos.

## Significado del nombre
La palabra inglesa ettin proviene de la vieja palabra en inglés medio ēoten, que significa ‘gigante’, un jötunn de la mitología nórdica. En la Tierra Media del legendarium del escritor J. R. R. Tolkien, amigo personal de Lewis y compañero en el grupo de los Inklings, hay un área con un nombre similar, llamada landas de Etten (Ettenmoor en el original). En su ensayo Finn and Hengest Tolkien asoció la palabra ēotenas al pueblo juto.

## Fronteras
El Páramo de Ettin está dentro de las Tierras salvajes del Norte, y colinda con Narnia (al sur), con el Océano Oriental (al este) y con las Territorios salvajes del Oeste (al occidente).